# Ikarus 256
Der Ikarus 256 war ein Omnibustyp des ungarischen Busherstellers Ikarus. Er wurde von 1977 bis 2002 parallel zum etwas größeren Ikarus 250 produziert.
Für den Bus standen verschiedene Motorvarianten von Rába (teilweise als Lizenz von MAN) und Detroit Diesel (speziell für den außereuropäischen Markt) zur Auswahl. In den DDR-Varianten kam der wassergekühlte MAN-Rába 6-Zylinder-Motor D 2156 HM6U mit 10.350 cm3 und 192 PS zum Einsatz. Als Getriebe wurde ein manuell zu schaltendes, synchronisiertes Fünfgang-Getriebe eingesetzt, als Option wurde auch ein Sechsgang-Getriebe angeboten. Der Motor war unterflur im Heck angeordnet und trieb über eine Einscheibentrockenkupplung, das Getriebe und ein Außenplanetengetriebe die Hinterachse des Fahrzeugs an. Mit dieser Antriebseinheit erreichte der Bus eine Höchstgeschwindigkeit von über 100 km/h.
Wie der Ikarus 250 besaß der Bus Starrachsen, hatte aber im Gegensatz zum Ikarus 255 eine Luftfederung. Bei einem Leergewicht von 10,4 t betrug das zulässige Gesamtgewicht 16,0 t. Die pneumatische Bremse wirkte auf alle Räder und wurde durch eine Motorbremse und eine Federspeicher-Feststellbremse ergänzt. Auch bei diesem Bus wurde eine Servolenkung eingesetzt.
Auf die Bodengruppe wurde ein selbsttragender Aufbau gesetzt. Das Design entsprach bis auf Details dem des Ikarus 250. Der Bus bot als Reisebus 45 Sitzplätze. Als Türen kamen zwei handbetätigte, nach außen aufschlagende Türen zum Einsatz, die vordere Tür war im vorderen Überhang positioniert. Später wurde als vordere Tür auch eine einflügelige Außenschwingtür angeboten. Während der Produktionszeit wurden verschiedene Aufbauvarianten mit unterschiedlicher Sitzplatzanzahl und ein bis zwei Fahrgasttüren produziert.
Die Lieferungen in die DDR im Rahmen des RGW-Abkommens begannen im Jahr 1977. Im Jahr 1988 existierten in der DDR 626 Ikarus 256.